# Episteme tatsienlouica
Episteme tatsienlouica là một loài bướm đêm trong họ Noctuidae.